# 十六夜の月、カナリアの恋。
『十六夜の月、カナリアの恋。』（いざよいのつき、カナリアのこい）は、田村ゆかりの6作目のオリジナルアルバム。2008年2月27日、キングレコードより発売。

## 解説
- トラック1、9、15はインストルメンタルである。
- 初回限定版はDVD Music Clip 『チェルシーガール』/スペシャルパッケージ仕様。

## 収録曲
1. Overture〜Secret new moon〜
  - 作曲・編曲：太田雅友
2. Swing Heart
  - 作詞：うらん、作曲・編曲：太田雅友
3. 片想いルーレット
  - 作詞：うらん、作曲：大久保薫、編曲：川端良征
4. Non-Stopping Train
  - 作詞・作曲：marhy、編曲：川端良征・Dux
5. 星空のSpica
  - 作詞：椎名可憐、作曲・編曲：太田雅友
  - テレビアニメ『魔法少女リリカルなのはStrikerS』前期エンディングテーマ
6. Sand Mark
  - 作詞：渡邉美佳、作曲・編曲：鈴木Daichi秀行
7. Petite lumière
  - 作詞：渡邉美佳、作曲・編曲：市川淳
8. Beautiful Amulet
  - 作詞：椎名可憐、作曲・編曲：太田雅友
  - テレビアニメ『魔法少女リリカルなのはStrikerS』後期エンディングテーマ
9. Interlude〜moonlight flower〜
  - 作曲・編曲：太田雅友
10. お気に召すまま
  - 作詞：ふじのマナミ、作曲・編曲：Dux
11. チェルシーガール
  - 作詞：三井ゆきこ、作曲・編曲：太田雅友
  - 日本テレビ系『汐留☆イベント部』2月エンディングテーマ
  - 文化放送系ラジオ「田村ゆかりのいたずら黒うさぎ」オープニングテーマ（2008年2月 - 2008年8月）
  - 「喫茶 黒うさぎ〜秘密の小部屋〜」オープニングテーマ（2008年2月 - 2008年8月）
12. 恋は波のように
  - 作詞：渡邉美佳、作曲・編曲：太田雅友
13. 上弦の月
  - 作詞・作曲：marhy、編曲：Dux
  - 文化放送系ラジオ「田村ゆかりのいたずら黒うさぎ」エンディングテーマ（2008年2月 - 2008年8月）
  - 「喫茶 黒うさぎ〜秘密の小部屋〜」エンディングテーマ（2008年2月 - 2008年8月）
14. Happy Life
  - 作詞・作曲：磯崎健史、編曲：鈴木Daichi秀行
15. Finale〜Sweet full moon〜
  - 作曲・編曲：太田雅友